# Al-Dżadida (As-Salamijja)
Al-Dżadida (arab. الجديدة) – wieś w Syrii, w muhafazie Hama. W 2004 roku liczyła 177 mieszkańców.